# Lopo do Nascimento
Pour les articles homonymes, voir Nascimento.
Lopo Fortunato Ferreira do Nascimento, né le 10 juillet 1942 à Luanda, Angola, est un homme d'État angolais qui a occupé le poste de premier ministre de l'Angola.
Député à l'assemblée depuis 1980, il a occupé divers postes : ministre du commerce, ministre du plan, ministre du commerce extérieur, ministre de l'administration du territoire, gouverneur provincial et commandant du conseil de la défense régional.
Il fut premier ministre de l'Angola du 11 novembre 1975 au 9 décembre 1978.

## Biographie
À l'âge de 19 ans, il a été arrêté mais libéré avec l'obligation de déménager à Cuanza Norte. Il a continué dans les combats clandestins et a été de nouveau arrêté en 1963. Cette fois, il est allé devant le tribunal et a été condamné. Il a été détenu pendant six ans dans la prison civile de Luanda sous administration portugaise où il a été torturé et pendant les interrogatoires, il a passé trois à cinq jours sans dormir, toujours debout ; après quelques jours, Lopo a senti que ses pieds allaient presque exploser et qu'une personne commencerait encore à parler. Il n'a pas parlé. En janvier 1969, il part et rejoint la brasserie Nocal. Il s'est rendu en Algérie, via Lisbonne, fin 1973. Il a quitté l'Angola parce que le MPLA avait beaucoup de problèmes, notamment avec la Daniel Chipenda Révolte de l'Est, et ils lui ont demandé d'aller renforcer le travail de leadership.
Nascimento fut par la suite ministre de l'Administration territoriale; après sa démission de ce poste, il a été remplacé par Paulo Kassoma le 9 avril 1992. Il a été élu secrétaire général du MPLA par le Comité central du parti en 1993.
Il était le 66ème candidat sur la liste nationale du MPLA aux élections législatives de septembre 2008. Il a remporté un siège lors de cette élection, au cours de laquelle le MPLA a remporté une écrasante majorité à l' Assemblée nationale.
Le 27 janvier 2013, il a annoncé qu'il se retirait de la politique active.